# Amt Elberfeld
Das Amt Elberfeld war eine Verwaltungseinheit des Herzogtums Berg. Es bestand aus den Kirchspielen Elberfeld und Cronenberg. Das von der Burg Elberfeld verwaltete Amt entstand um 1427 und bestand bis 1806.
Hauptort und Verwaltungssitz war die Burg Elberfeld in der Freiheit Elberfeld, die ab 1610 zur Stadt erhoben wurde und sich unter bergischer Herrschaft zu einem der ersten und wichtigsten Industrie- und Wirtschaftszentren Westdeutschlands entwickelte.
Das Amt Elberfeld wurde laut der Carte des Herzogthums Berg des Carl Friedrich von Wiebeking aus dem Jahre 1789 im Süden durch die Bäche Gelpe und Morsbach begrenzt, die Westgrenze bildete zwischen Müngsten und Sonnborn die Wupper, weiter nördlich wurden die Bereiche Varresbeck und Katernberg eingeschlossen. Die Nordgrenze wird zwischen Schmalt und Grenze durch den Eigenbach und zwischen Grenze und Raukamp durch die Wasserscheide zwischen den Flusssystemen der Wupper und der Ruhr gebildet. Von Raukamp verlief sie nach Süden an der Elberfelder Linie der Bergischen Landwehr über Uellendahl, Westen, Ostersbaum und dem Hardtberg zur Einmündung des Bendahler Bachs und ihm entlang bis Kapellen im Quellbereich der Gelpe.
Im Norden grenzte es an die bergische Unterherrschaft Hardenberg, im Osten an das Amt Beyenburg, im Süden an das Amt Bornefeld und im Westen an das Amt Solingen und die Unterherrschaft Schöller.

## Amtmänner
- 1639: Eberhard von dem Bottlenberg gen. Kessel